# クリマゾラム
クリマゾラム[1]（英：Climazolam、Ro21-3982）は、スイスの製薬会社であるGräubにより、Climasolの商品名で動物用医薬品として導入された。クリマゾラムはベンゾジアゼピン、特にエフ・ホフマン・ラ・ロシュが開発したイミダゾベンゾジアゼピン誘導体である。ミダゾラムやジクラゼパムと構造が類似し、獣医学で動物の麻酔に用いられる。